# Hesperis
Hesperis (Hesperis matronalis), trädgårdsnattviol, är en art i familjen korsblommiga växter, ursprungligen från Sydosteuropa men nu förvildad i Norden. De växer helst i gamla trädgårdar och lövdungar, där det är näringsrikt och fuktigt. Hesperis är ofta flerårig och blommar inte första året. Den växer upprätt och stjälken är lite grenig, mest högst upp. Blommorna sitter i glesa klasar och är rosa-violetta. Frukterna är mycket långsmala och trinda skidor (4–10 cm) med ett kort spröt.  
Namnet Hesperis kommer av grekiskans hesperos som betyder kväll, och arterna doftar mest på kvällen. Matronalis kommer från latinets matrona, som betyder husfru eller syftar på den 1 mars, som var husfruarnas dag.
Hesperis har också kallats trädgårdsnattviol, men det var ett ganska förvirrande namn eftersom det inte är någon viol Viola och inte heller någon nattviol Platanthera.

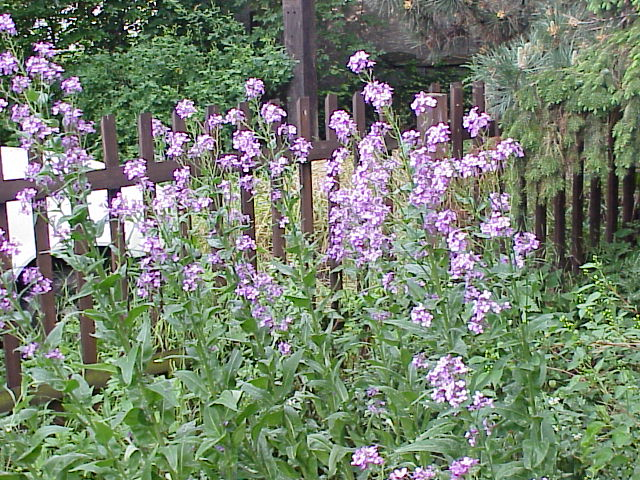
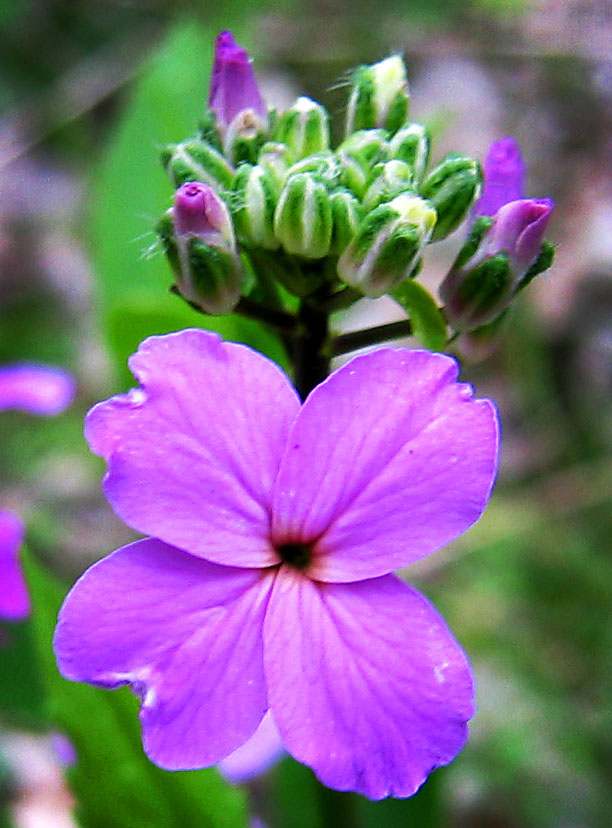
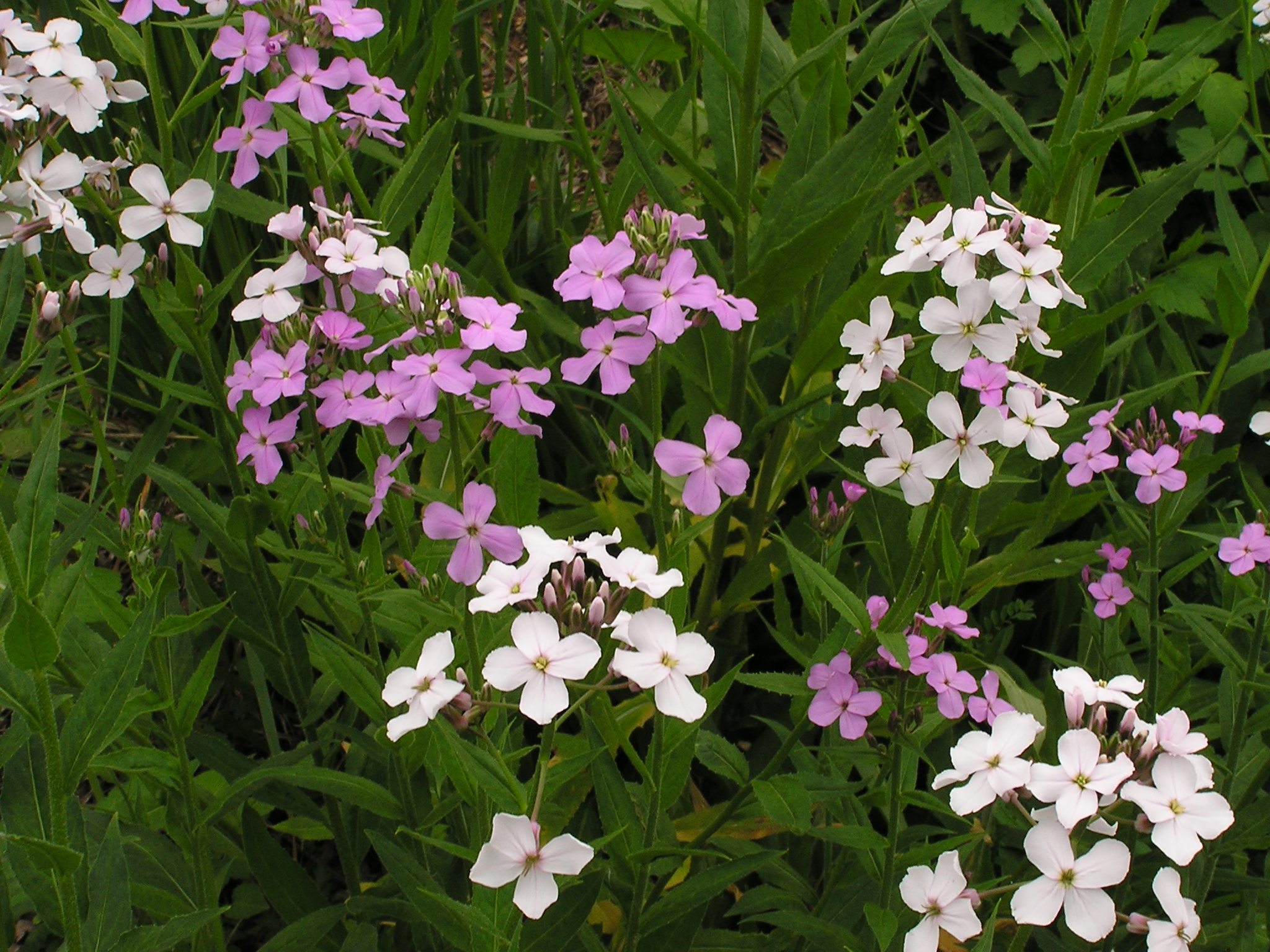

### Fotnoter
1. ↑  Den nya nordiska floran. Bo Mossberg, Lennart Stenberg. ISBN 91-46-17584-9
2. ↑  Växternas namn. Jens Corneliusson, Wahlström & Widstrand 1997. ISBN 91-46-17102-9